# L'occhio ipnotico
L'occhio ipnotico (The Hypnotic Eye) è un film del 1960 diretto da George Blair.